# Vladimir Passos de Freitas
Vladimir Passos de Freitas ComMM (São Paulo, 4 de maio de 1945) é um jurista e magistrado brasileiro. É desembargador aposentado do Tribunal Regional Federal da 4ª Região (TRF-4), professor do programa de pós-graduação da Pontifícia Universidade Católica do Paraná e foi secretário nacional de Justiça junto ao Ministério da Justiça e Segurança Pública.

## Formação
Graduou-se em Direito pela Faculdade Católica de Santos em 1968, obteve o título de mestre em direito público pela Universidade Federal do Paraná em 1991, e concluiu o doutorado em direito do Estado em 1999, também pela UFPR. Pós-doutor pela Universidade de São Paulo.

## Vida profissional
Em 1967 foi aprovado em concurso para delegado da Polícia Federal. Ingressou no Ministério Público do Paraná em julho de 1970 e no São Paulo em dezembro do mesmo ano. Foi promotor de justiça até março de 1980 quando, aprovado em concurso público nacional, assumiu como juiz federal da 4ª Região, em Porto Alegre, Rio Grande do Sul.
Em 31 de agosto de 1991 foi promovido a desembargador do Tribunal Regional Federal da 4ª Região (TRF4), do qual foi presidente entre 2003 e 2005. Foi presidente da Associação dos Juízes Federais do Brasil (Ajufe), de 1994 a 1996, vice-presidente da Associação dos Magistrados Brasileiros - AMB e presidente da International Association For Court Adminisration (Iaca) de 2016 a 2018, entidade criada em outubro de 2004, em Lijubljana, na Eslovênia, e com sede em Arlington, nos Estados Unidos, para promover estudos de aprimoramento de tribunais. Foi coordenador de capacitação de juízes em Direito Ambiental do Programa das Nações Unidas para o Meio Ambiente - PNUMA e da União Internacional para Conservação da Natureza - UICN. Em 2010, integrou a equipe da Corregedoria do Conselho Nacional de Justiça.
No TRF4. foi diretor da Revista (RTRF), Corregedor-Geral da Justiça Federal (1999-2001) e presidente (biênio 2003-2005). Em 2004, Vladimir foi admitido pelo presidente Luiz Inácio Lula da Silva ao grau de Comendador especial da Ordem do Mérito Militar. Aposentou-se do tribunal em 3 de maio de 2006.
Entre março de 2020 e maio de 2021, foi secretário nacional de Justiça do Ministério da Justiça e Segurança Pública, durante a gestão do ministro Sergio Moro. É professor do mestrado e doutorado da Pontifícia Universidade Católica do Paraná desde 2002 e presidente da Academia de Letras Jurídicas do Paraná - APLJ (2021/2023).

## Prêmios e homenagens
- Título de Cidadão de Caraguatatuba, SP, 1978[6]
- Patrono de Turma, 1986 e Nome de Turma, 1990: Faculdade de Direito de Curitiba, PR[6]
- Voto de louvor do Tribunal Regional Eleitoral do Paraná, 1987[6]
- Homenagem da Associação dos Advogados de Londrina, 1988[6]
- Medalha do Mérito Acadêmico: Universidade Nacional Autônoma do México, Faculdade de Direito, 2002[6]
- Comendador especial da Ordem do Mérito Militar, Porto Alegre, 2004.[1]
- Medalha  da "Ordem do Mérito Dom Bosco": Tribunal Regional do Trabalho da 10ª. Região, DF, Brasil, 2005.[6]
- Troféu "Homenagem Especial", outorgado pela Delegacia de Proteção ao Meio Ambiente do Estado do Paraná, Curitiba, PR, 2005.[6]
- Título de Cidadão Honorário de Curitiba, PR, Lei Municipal nº 11.552, 2005.[6]